# Krailing (Prackenbach)
Krailing ist ein Ortsteil der Gemeinde Prackenbach im niederbayerischen Landkreis Regen.

## Lage
Das Kirchdorf Krailing liegt in der Nähe des Höllensteinsees etwa zwei Kilometer nordöstlich von Prackenbach im Bayerischen Wald. Krailing gehört zur Gemarkung Ruhmannsdorf.

## Geschichte
Krailing kann als echter -ing-Ort angesehen werden. Der Ort wurde in der Zeit der Agilolfinger durch einen gewissen Crailo gegründet. Ab 1310 war Krailing eine Hofmark mit wechselnden Besitzern, 1456 bis 1525 war die Gerichtsbesitzersfamilie Schalickel Eigentümer. Später werden die Herren von Eck, die Leiblfinger und andere Besitzer genannt, zuletzt Wenzelaus Freiherr von Schönbrunn. Bis ins späte 18. Jahrhundert stand in Krailing auch ein kleines, erstmals 1558 genanntes Schlossgebäude, welches, nach einem Brand schwer beschädigt, von einem ortsansässigen Landwirt gekauft und abgebrochen wurde. Aus den Steinen wurde von diesem ein Bauernhaus errichtet, welches noch heute steht. 1818 kam die bis dahin eigenständige Gemeinde Krailing zur Gemeinde Ruhmannsdorf. Kirchlich gehörte Krailing bis 1819 als Filiale zur Pfarrei Rattenberg, seitdem zur Pfarrei Prackenbach. Obwohl Krailing nur eine Filiale ist, hat es einen eigenen Friedhof, was darauf zurückzuführen ist, dass das Dorf Rattenberg sehr weit entfernt lag und sogar noch Höfe im auf der anderen Regenseite gelegenen Lammerbach zu Krailing gehörten.
Das bayerische Urkataster zeigt Krailing in den 1810er Jahren als ein Kirchdorf mit 13 Herdstellen und einem  Weiher.
1840 gab es in Krailing 13 Häuser und 97 Einwohner, 1863 waren es 15 Häuser und 85 Einwohner. 1928 zählte das Dorf 110 Bewohner.
Im späten 16. Jahrhundert waren in der Kirche zwei Salbücher, die in einem Zechschrein verwahrt wurden, vorhanden. Der Zechschrein hatte drei Schlösser. Einen Schlüssel hatte der Hofmarksbesitzer, zu dieser Zeit die Herren von Eck, die beiden anderen hatten die zwei Zechpröbste, um 1590 waren dies Georg Probst aus Rattersberg und Georg Artmann aus Berg.

## Sehenswürdigkeiten
Die römisch-katholische Filialkirche St. Peter und Paul stammt im Kern aus dem 13.–14. Jahrhundert und wurde 1486 erstmals erwähnt. Der Chor ist frühgotisch, in ihm befindet sich eine gotische Sakramentsnische. 1691 wurden stärkere bauliche Veränderungen vorgenommen, 1889 wurde das Langhaus im neoromanischen Stil umgestaltet. Am rechten Seitenaltar befindet sich ein großes an die Wand gemaltes Votivbild, welches den heiligen Wendelin und ein Schloss (möglicherweise das Krailinger Hofmarkschloss) zeigt. Neben einem gotischen Taufbecken befinden sich in und an der Außenwand der Kirche zwei Steinplatten, die eine, aus dem 16. Jahrhundert, ist eine Grabplatte eines früheren Schlossherrn.
Im Karner neben der Kirche befindet sich ein kulturhistorisch bedeutender Schalenstein. Dieser hat sieben Öffnungen und wurde womöglich für die Allerseelenliturgie verwandt.